# Villa Lugano
Villa Lugano est un des quarante-huit quartiers de Buenos Aires.